# João Salaviza
João Salaviza Manso Feldman da Silva (* 19. Februar 1984 in Lissabon) ist ein portugiesischer Schauspieler und Filmregisseur.

## Werdegang
João Salaviza studierte Film an der ESTC – Escola Superior de Teatro e Cinema in Lissabon und schloss seine Ausbildung an der Universidad del Cine in Buenos Aires ab. Sein erster Kurzfilm Duas Pessoas [Zwei Personen] (auch: Two Close) 2004 gewann einen Preis beim Kurzfilmfestival Curtas Vila do Conde und erhielt auf dem Karlovy Vary Fresh Films Fest eine Nominierung für den „Besten Film“.
Mit seinem Kurzfilm Arena gewann Salaviza 2009 die Goldene Palme (Kurzfilm) des Filmfestivals von Cannes und den Jury-Preis des Lissabonner IndieLisboa-Filmfestivals für den besten Kurzfilm. Salaviza konnte mit dem Preis in Portugal auf die Möglichkeiten des Kurzfilms aufmerksam machen und setzte sich weiter für das Format ein. So war auch sein nächster Film mit Hotel Müller 2010 ein Kurzfilm, eine Hommage an die 2009 verstorbene Tänzerin und Ballettdirektorin Pina Bausch. Er wurde im Lissabonner Teatro São Luiz uraufgeführt, wo Pina Bausch zuletzt 2008 ihre Choreografie Café Müller tanzte. Zuvor hatte Salaviza dem Altmeister Manoel de Oliveira beim Schnitt seines Films Eigenheiten einer jungen Blondine assistiert.
Nachdem er unter anderem Spots für den Europawahlkampf des Bloco de Esquerda drehte, gewann er mit seinem nächsten Kurzfilm Rafa den Goldenen Bären bei der Berlinale 2012.
Als Schauspieler war er in verschiedenen kleineren Rollen zu sehen, etwa im Film Querença seines Vaters José Edgar Feldmann, aber auch in internationalen Produktionen. Sein Hauptaugenmerk liegt jedoch auf der Regiearbeit.

## Filmografie

### Regisseur
- 2004: Duas Pessoas
- 2009: Arena (auch Drehbuch und Schnitt)
- 2010: Hotel Müller (auch Schnitt)
- 2011: Strokkur (auch Drehbuch, Schnitt, Kamera und Produzent)[9]
- 2012: Rafa (auch Drehbuch und Schnitt)

### Schauspieler
- 1992: Belle Epoque; R: Fernando Trueba
- 1993: Coitado do Jorge; R: Jorge Silva Melo
- 1994: Sozinhos em Casa (Fernsehserie, eine Folge)
- 1995: Je voudrais descendre (Fernsehfilm); R: Jean-Daniel Verhaeghe
- 1996: L’enfant du secret (Fernsehfilm); R: Josée Dayan
- 1996: La leyenda de Balthasar el Castrado; R: Juan Miñón
- 1999: …Quando Troveja; R: Manuel Mozos
- 2004: Querença; R: José Edgar Feldmann